# West Coast (chanson)
Pour les articles homonymes, voir West Coast.
Singles de Lana Del Rey
Once Upon a Dream
(2014) Shades of Cool
(2014)
West Coast est une chanson enregistrée par la chanteuse et compositrice américaine Lana Del Rey pour son troisième album studio, Ultraviolence. Elle sort le 14 avril 2014 comme premier single du disque. La chanson est co-écrite par Lana Del Rey et Rick Nowels, tandis que la production est  assurée par Dan Auerbach. 
West Coast se classe à la 17e position dans le billboard Hot 100
Une vidéo en noir et blanc produit par Geoff McLean sort le 7 mai 2014, la vidéo est nommée dans la catégorie MTV Video Music Award de la meilleure photographie . En mai 2024 la vidéo a atteint 203 millions de vues
La chanson a été reprise par Kungs

## Certifications
| Pays                 | Certification |
| -------------------- | ------------- |
| Australie (ARIA)     | 2 × Platine   |
| Italie (FIMI)        | Or            |
| Espagne (Promusicae) | Or            |
| Royaume-Uni (BPI)    | Or            |
| États-Unis (RIAA)    | Platine       |